# Liste der Gouverneure von Gibraltar

Flagge des Gouverneurs von Gibraltar

Der Gouverneur und Oberbefehlshaber von Gibraltar (englisch Governor and Commander-in-Chief of Gibraltar) ist der Repräsentant der britischen Krone im Überseegebiet Gibraltar. Er wird vom britischen Monarchen auf Vorschlag der britischen Regierung ernannt und fungiert de facto als Staatsoberhaupt. Er ernennt den Chief Minister of Gibraltar und die weiteren Regierungsmitglieder. Er hat weiterhin die alleinige Verantwortung für die Sicherheits- und Verteidigungspolitik. Der derzeitige Gouverneur ist Generalleutnant Sir Ben Bathurst.

## Liste
| Bild                     | Gouverneur                                                       | Amtszeit                                | Bemerkungen                                                                                    |
| ------------------------ | ---------------------------------------------------------------- | --------------------------------------- | ---------------------------------------------------------------------------------------------- |
|                          | Admiral Sir George Rooke                                         | 24. Juli 1704 bis 4. August 1704        | Militärkommandeur                                                                              |
|                          | Prinz Georg von Hessen-Darmstadt                                 | 4. August 1704 bis 6. August 1704       | ernannt von Erzherzog Karl                                                                     |
|                          | Generalmajor Henry Nugent, Graf von Valdesoto                    | 6. August 1704 bis November 1704        | ernannt von Erzherzog Karl                                                                     |
|                          | Generalmajor John Shrimpton                                      | 24. Dezember 1704 bis 24. Dezember 1707 | ernannt von Erzherzog Karl                                                                     |
|                          | Generalmajor Roger Elliott                                       | 24. Dezember 1707 bis 24. Januar 1711   |                                                                                                |
|                          | Brigadegeneral Thomas Stanwix                                    | 24. Januar 1711 bis 7. August 1713      | am 13. Juli 1713 überträgt Spanien Gibraltar im Frieden von Utrecht an Großbritannien          |
|                          | General David Colyear, 1. Earl of Portmore                       | 7. August 1713 bis 20. Oktober 1720     |                                                                                                |
|                          | Oberst Richard Kane                                              | 20. Oktober 1720 bis 2. Februar 1727    |                                                                                                |
|                          | Generalleutnant Jasper Clayton                                   | 2. Februar 1727 bis 13. Mai 1730        |                                                                                                |
|                          | General Joseph Sabine                                            | 15. Mai 1730 bis 24. Oktober 1739       |                                                                                                |
|                          | General Francis Columbine                                        | 24. Oktober 1739 bis 22. April 1740     |                                                                                                |
|                          | Generalleutnant William Hargrave                                 | 22. April 1740 bis 1749                 |                                                                                                |
|                          | Generalleutnant Sir Humphrey Bland                               | 1749 bis 31. Mai 1754                   |                                                                                                |
|                          | Generalleutnant Thomas Fowke                                     | 31. Mai 1754 bis 12. Juli 1754          |                                                                                                |
|                          | Feldmarschall James O’Hara, 2. Baron Tyrawley                    | 12. Juli 1756 bis 16. April 1757        |                                                                                                |
|                          | Generalleutnant William Home, 8. Earl of Home                    | 16. April 1757 bis 28. April 1761       |                                                                                                |
|                          | John Toovey                                                      | 28. April 1761 bis 13. Juni 1761        | kommissarisch                                                                                  |
|                          | John Parslow                                                     | 13. Juni 1761 bis 14. Juni 1761         | kommissarisch                                                                                  |
|                          | Generalleutnant Edward Cornwallis                                | 14. Juni 1761 bis Januar 1776           |                                                                                                |
|                          | General John Irwin                                               | 1765 bis 1767                           | kommissarisch                                                                                  |
|                          | Generalleutnant Sir Robert Boyd                                  | Januar 1776 bis 25. Mai 1777            | kommissarisch                                                                                  |
|                          | General George Augustus Eliott, 1. Baron Heathfield              | 25. Mai 1777 bis Juli 1790              |                                                                                                |
|                          | Generalleutnant Sir Robert Boyd                                  | Juli 1790 bis 13. Mai 1794              | 2. Amtszeit                                                                                    |
|                          | General Sir Henry Clinton                                        | 19. Juli 1794 bis 25. Dezember 1795     | starb, bevor er in Gibraltar eintraf                                                           |
|                          | General Charles Rainsford                                        | 13. Mai 1794 bis 30. Dezember 1795      | kommissarisch, Vertretung für Sir Henry Clinton                                                |
|                          | General Charles O’Hara                                           | 30. Dezember 1795 bis 25. Februar 1802  |                                                                                                |
|                          | Charles Barnett                                                  | 25. Februar 1802 bis 10. Mai 1802       |                                                                                                |
|                          | Feldmarschall Prinz Edward Augustus, Duke of Kent and Strathearn | 24. Mai 1802 bis 23. Januar 1820        |                                                                                                |
|                          | Sir Thomas Trigge                                                | 2. Mai 1803 bis 17. Dezember 1804       | kommissarisch, Vertretung für den Duke of Kent                                                 |
|                          | General Henry Edward Fox                                         | 17. Dezember 1804 bis Juni 1806         | kommissarisch, Vertretung für den Duke of Kent                                                 |
|                          | James Drummond                                                   | Juni 1806 bis November 1806             | kommissarisch, Vertretung für den Duke of Kent                                                 |
|                          | General Sir Hew Dalrymple                                        | November 1806 bis August 1808           | kommissarisch, Vertretung für den Duke of Kent                                                 |
|                          | James Drummond                                                   | August 1808 bis Mai 1809                | kommissarisch, Vertretung für den Duke of Kent, 2. Amtszeit                                    |
|                          | General John Cradock, 1. Baron Howden                            | Mai 1809 bis August 1809                | kommissarisch, Vertretung für den Duke of Kent                                                 |
|                          | John Smith                                                       | August 1809 bis Oktober 1809            | kommissarisch, Vertretung für den Duke of Kent                                                 |
|                          | Alex McKenzie Fraser                                             | Oktober 1809 bis November 1809          | kommissarisch, Vertretung für den Duke of Kent                                                 |
|                          | Generalleutnant Colin Campbell                                   | November 1809 bis 2. April 1814         | kommissarisch, Vertretung für den Duke of Kent                                                 |
|                          | General Sir George Don                                           | 3. April 1814 bis 15. November 1821     | kommissarisch, Vertretung für den Duke of Kent/Earl of Chatham                                 |
|                          | General John Pitt, 2. Earl of Chatham                            | 29. Januar 1820 bis 1835                |                                                                                                |
|                          | General Sir George Don                                           | 7. Juni 1825 bis 10. Mai 1831           | kommissarisch, Vertretung für den Earl of Chatham, 2. Amtszeit 1830 wird Gibraltar Kronkolonie |
|                          | General Sir William Houston                                      | 10. Mai 1831 bis 29. Mai 1835           | kommissarisch, Vertretung für den Earl of Chatham/Sir Alexander Woodford                       |
|                          | Feldmarschall Sir Alexander Woodford                             | 28. Februar 1835 bis 11. Oktober 1842   |                                                                                                |
| Sir Robert Thomas Wilson | General Sir Robert Wilson                                        | 11. Oktober 1842 bis 12. Dezember 1848  |                                                                                                |
|                          | General Sir Robert William Gardiner                              | 12. Dezember 1848 bis 26. Juli 1855     |                                                                                                |
|                          | General Sir James Fergusson                                      | 26. Juli 1855 bis 5. Mai 1859           |                                                                                                |
|                          | General Sir William Codrington                                   | 5. Mai 1859 bis 21. September 1865      |                                                                                                |
|                          | General Sir Richard Airey                                        | 21. September 1865 bis 25. Juli 1870    |                                                                                                |
|                          | General Sir William Williams                                     | 25. Juli 1870 bis 23. Juni 1876         |                                                                                                |
|                          | Feldmarschall Robert Napier, 1. Baron Napier of Magdala          | 23. Juni 1876 bis 3. Januar 1883        |                                                                                                |
|                          | General Sir John Miller Adye                                     | 3. Januar 1883 bis 2. November 1886     |                                                                                                |
|                          | General Sir Arthur Hardinge                                      | 2. November 1886 bis 23. August 1890    |                                                                                                |
|                          | Generalleutnant Sir Leicester Smyth                              | 23. August 1890 bis 27. Januar 1891     |                                                                                                |
|                          | Henry Richard Legge Newdigate                                    | 27. Januar 1891 bis 31. März 1891       | kommissarisch                                                                                  |
|                          | Generalleutnant Sir Lothian Nicholson                            | 31. März 1891 bis 27. Juni 1893         |                                                                                                |
|                          | G. J. Smart                                                      | 27. Juni 1893 bis 7. August 1893        | kommissarisch                                                                                  |
|                          | General Sir Robert Biddulph                                      | 7. August 1893 bis 22. Mai 1900         |                                                                                                |
|                          | Feldmarschall Sir George Stuart White                            | 22. Mai 1900 bis 1. August 1905         |                                                                                                |
|                          | General Sir Frederick Forestier-Walker                           | 1. August 1905 bis 30. Juli 1910        |                                                                                                |
|                          | General Sir Archibald Hunter                                     | 30. Juli 1910 bis 11. Juli 1913         |                                                                                                |
| Sir Herbert Miles        | Generalleutnant Sir Herbert Miles                                | 11. Juli 1913 bis 9. Juli 1918          |                                                                                                |
|                          | General Sir Horace Smith-Dorrien                                 | 9. Juli 1918 bis 26. Mai 1923           |                                                                                                |
|                          | General Sir Charles Monro                                        | 26. Mai 1923 bis 13. August 1928        |                                                                                                |
|                          | General Sir Alexander Godley                                     | 13. August 1928 bis 13. Mai 1933        |                                                                                                |
|                          | General Sir Charles Harington                                    | 13. Mai 1933 bis 12. August 1938        |                                                                                                |
|                          | General Sir Edmund Ironside                                      | 12. August 1938 bis 11. Juli 1939       |                                                                                                |
|                          | General Sir Clive Liddell                                        | 11. Juli 1939 bis 14. Mai 1941          |                                                                                                |
|                          | General John Vereker, 6. Viscount Gort                           | 14. Mai 1941 bis 31. Mai 1942           |                                                                                                |
|                          | Generalleutnant Sir Noel Mason-MacFarlane                        | 31. Mai 1942 bis 14. Februar 1944       |                                                                                                |
|                          | Generalleutnant Sir Ralph Eastwood                               | 14. Februar 1944 bis 8. Februar 1947    |                                                                                                |
|                          | General Sir Kenneth Anderson                                     | 8. Februar 1947 bis 23. April 1952      |                                                                                                |
|                          | General Sir Gordon MacMillan                                     | 23. April 1952 bis 6. Mai 1955          |                                                                                                |
|                          | Generalleutnant Sir Harold Redman                                | 6. Mai 1955 bis 16. April 1958          |                                                                                                |
|                          | General Sir Charles Keightley                                    | 16. April 1958 bis 8. Juni 1962         |                                                                                                |
|                          | General Sir Alfred Ward                                          | 8. Juni 1962 bis 5. August 1965         |                                                                                                |
|                          | General Sir Gerald Lathbury                                      | 5. August 1965 bis März 1969            |                                                                                                |
|                          | Admiral Sir Varyl Begg                                           | März 1969 bis 3. Oktober 1973           |                                                                                                |
|                          | Marschall der Royal Air Force John Grandy                        | 3. Oktober 1973 bis 30. Mai 1978        |                                                                                                |
|                          | General Sir William Jackson                                      | 30. Mai 1978 bis 26. Oktober 1982       | 1981 wird Gibraltar ein Britisches abhängiges Gebiet                                           |
|                          | Admiral Sir David Williams                                       | 26. Oktober 1982 bis 19. November 1985  |                                                                                                |
|                          | Air Chief Marshal Peter Terry                                    | 19. November 1985 bis Dezember 1989     |                                                                                                |
|                          | Admiral Sir Derek Reffell                                        | Dezember 1989 bis April 1993            |                                                                                                |
|                          | Feldmarschall Sir John Chapple                                   | April 1993 bis 5. Dezember 1995         |                                                                                                |
|                          | Admiral Sir Hugo White                                           | 5. Dezember 1995 bis 19. Februar 1997   |                                                                                                |
|                          | Sir Richard Luce                                                 | 24. Februar 1997 bis 5. April 2000      |                                                                                                |
|                          | Sir David Durie                                                  | 5. April 2000 bis 16. Mai 2003          | 2002 wird Gibraltar ein Britisches Überseegebiet                                               |
|                          | David Blunt                                                      | 16. Mai 2003 bis 27. Mai 2003           | kommissarisch                                                                                  |
|                          | Sir Francis Richards                                             | 27. Mai 2003 bis 17. Juli 2006          |                                                                                                |
|                          | Philip Barton                                                    | 17. Juli 2006 bis 27. September 2006    | kommissarisch                                                                                  |
|                          | Generalleutnant Sir Robert Fulton                                | 27. September 2006 bis 21. Oktober 2009 |                                                                                                |
|                          | Leslie Pallett                                                   | 21. Oktober 2009 bis 26. Oktober 2009   | kommissarisch                                                                                  |
|                          | Vizeadmiral Sir Adrian Johns                                     | 26. Oktober 2009 bis 13. November 2013  |                                                                                                |
|                          | Alison MacMillan                                                 | 13. November 2013 bis 6. Dezember 2013  | kommissarisch                                                                                  |
|                          | Lieutenant General Sir James Dutton                              | 6. Dezember 2013 bis 22. Januar 2016    |                                                                                                |
|                          | Lieutenant General Edward Davis                                  | 22. Januar 2016 bis 18. Februar 2020    |                                                                                                |
|                          | Nick Pyle                                                        | 18. Februar 2020 bis 11. Juni 2020      | kommissarisch                                                                                  |
|                          | Vice Admiral Sir David Steel                                     | 11. Juni 2020 bis 23. Mai 2024          |                                                                                                |
|                          | Marc Holland                                                     | 24. Mai 2024 bis 4. Juni 2024           | kommissarisch                                                                                  |
|                          | Lieutenant General Sir Ben Bathurst                              | seit 4. Juni 2024                       |                                                                                                |